# جدعون لانغ
جدعون لانغ (بالإنجليزية: Gideon Lang)‏ هو فلاح أسترالي، ولد في 1819، وتوفي في 1880.